# Borland Pascal
Borland Pascal este numele compilatorului și mediului integrat de dezvoltare pentru limbajul Pascal produs de firma Borland.
Lansat în 1984 sub numele de Turbo Pascal, a ajuns repede unul dintre cele mai populare medii de dezvoltare pentru PC. Borland Pascal 7.0, lansat în 1992, a cuprins și un mediu de dezvoltare pentru Microsoft Windows.
Borland Pascal a fost precursorul limbajului și mediului de dezvoltare Borland Delphi.